# Judith Reichmann
Judith Reichmann (1984 ou 1985) é uma bióloga alemã.
Judith Reichmann estudou biologia aplicada na Hochschule Bonn-Rhein-Sieg e na Universidade de Aberdeen, onde se formou em genética. Obteve um doutorado na Universidade de Edimburgo com uma tese sobre os processos envolvidos na formação de óvulos e espermatozoides. A partir de 2012 fez pós-doutorado no European Molecular Biology Laboratory (EMBL) em Heidelberg e foi cientista no grupo de Jan Ellenberg de 2017 a 2020. Em novembro de 2020 foi para a Leica Microsystems.
Em 2020 recebeu o Prêmio Paul Ehrlich e Ludwig Darmstaedter na classe Prêmio Jovens Investigadores, dotado com 60 000 euros. Um podcasting da Bayerischer Rundfunk a declarou “Woman of the Week” em 24 de janeiro daquele ano.
É casada e tem dois filhos.

## Publicações selecionadas
- J. Reichmann, B. Nijmeijer, M. J. Hossain, M. Eguren, I. Schneider, A. Z. Politi, M. J. Roberti, L.  Hufnagel, T. Hiiragi, J. Ellenberg: Dual-spindle formation in zygotes keeps parental genomes apart in early mammalian embryos, Science, Band 361, 2018, S. 189–193.
- J. Reichmann, M. Eguren, Y. Lin, I. Schneider, J. Ellenberg: Live imaging of cell division in preimplantation mouse embryos using inverted light-sheet microscopy, Methods Cell Biol., Band 145, 2018, S. 279–292.
- P. Strnad, S. Gunther, J. Reichmann, U. Krzic, B. Balazs, G. de Medeiros, N. Norlin, T. Hiiragi, L. Hufnagel, J. Ellenberg: Inverted light-sheet microscope for imaging mouse pre-implantation development, Nature Methods, Band 13, 2016, S. 139–142.